# 埃內韋塔克環礁
埃內韋塔克環礁（英語：Enewetak Atoll）是西太平洋中一個由40個島嶼組成的環礁，屬於拉利克礁鏈的一部分。該島群是馬紹爾群島24個立法選區（legislative district）之一，位於比基尼環礁以西305公里，是拉利克礁鏈的最西端島嶼，總土地面積少於5.85平方公里，中央的潟湖湖岸線長度80公里，1998年統計時的人口為853人。馬紹爾群島在第二次世界大戰結束後直至1986年獨立間一直受美國管治，1948年至1958年期間美國在埃內韋塔克環礁附近進行43次核爆測試，並在1952年11月1日進行的第一次氫彈測試中，把伊魯吉拉伯島炸毀。

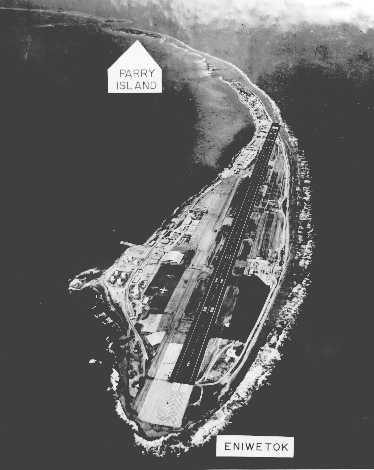
埃內韋塔克環礁島瞰圖
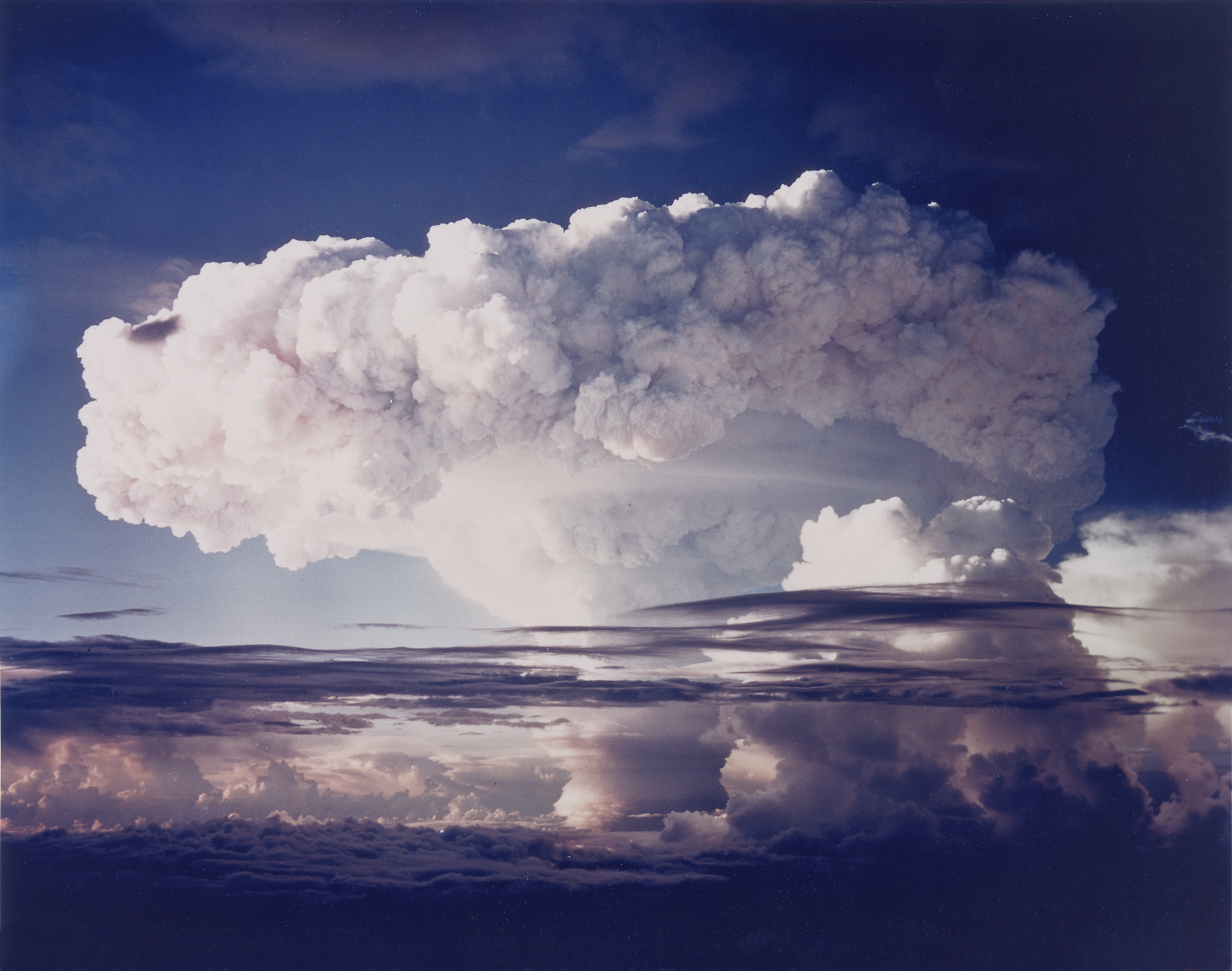
1952年氫彈測試
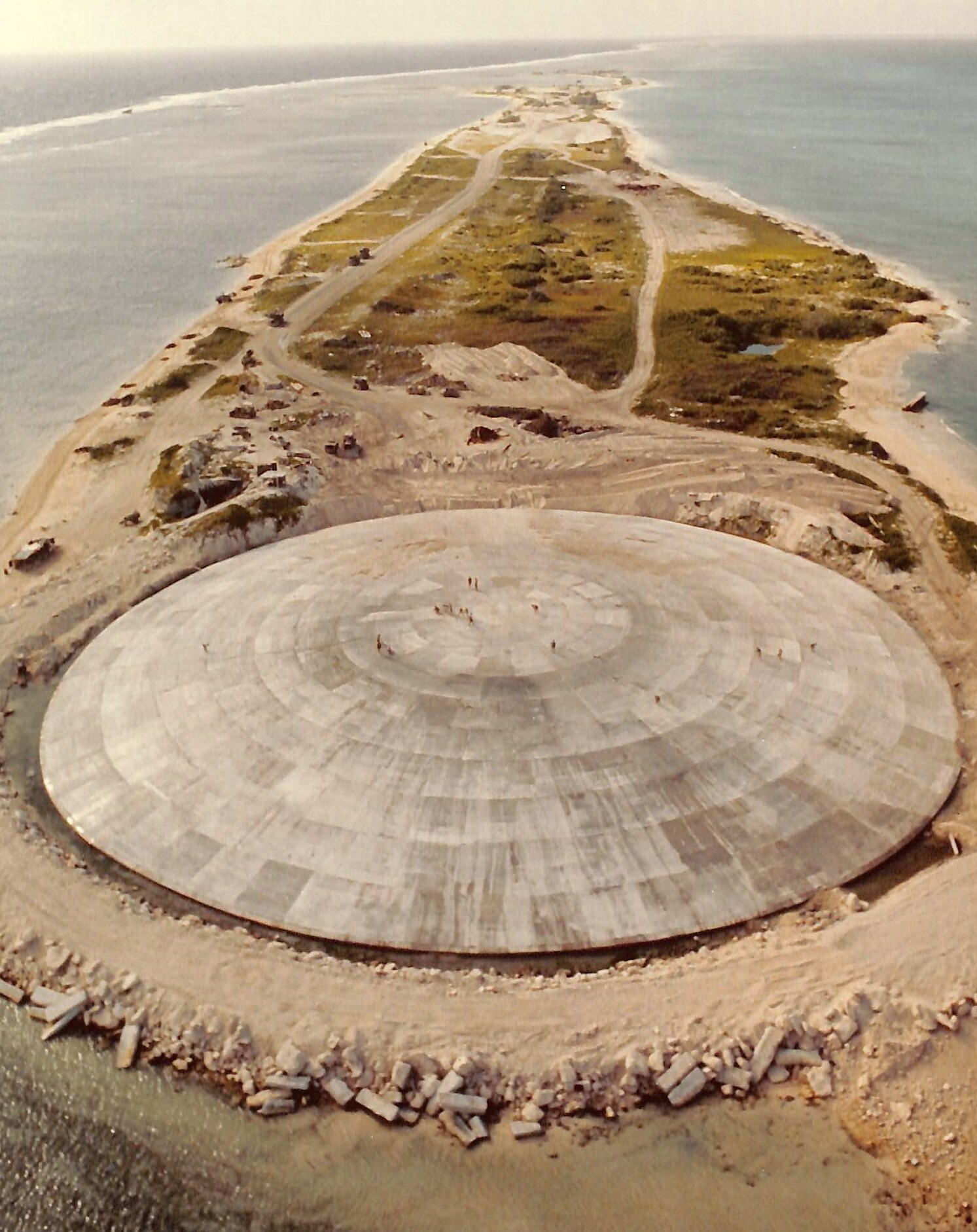
阻碍放射性物质的圆形水泥穹顶
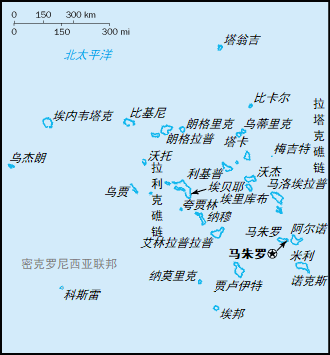
马绍尔群岛地图，其中标示出了埃內韋塔克環礁

## 外部連結
- Marshall Islands site （页面存档备份，存于）
- Entry at Oceandots.com（页面存档备份，存于）
- Annotated bibliography for Eniwetok Atoll from the Alsos Digital Library for Nuclear Issues
- Information on legal judgements to the people of Enewetak（页面存档备份，存于）
- Nursing a nuclear test hangover （页面存档备份，存于） (www.watoday.com.au report on Runit Dome, August 18, 2008)